# Resolutie 1074 Veiligheidsraad Verenigde Naties
Resolutie 1074 van de Veiligheidsraad van de Verenigde Naties werd op 1 oktober 1996 unaniem goedgekeurd door de VN-Veiligheidsraad.

## Achtergrond
In 1980 overleed de Joegoslavische leider Tito, die decennialang de bindende kracht was geweest tussen de zes deelstaten van het land. Na zijn dood kende het nationalisme een sterke opmars, en in 1991 verklaarden verschillende deelstaten zich onafhankelijk. Zo ook Bosnië en Herzegovina, waar in 1992 een burgeroorlog ontstond tussen de Bosniakken, Kroaten en Serviërs. Deze oorlog, waarbij etnische zuiveringen plaatsvonden, ging door tot in 1995 vrede werd gesloten.

## Inhoud

### Waarnemingen
De uitvoering van het vredesakkoord voor Bosnië en Herzegovina was vooruit gegaan. Ook kwam er schot in het proces van de wederzijdse erkenning tussen de landen in ex-Joegoslavië. Het was van belang dat zij hun onderlinge betrekkingen normaliseerden, diplomatieke relaties aanknoopten en meewerkten met het Joegoslavië-tribunaal. In Bosnië en Herzegovina hadden ook verkiezingen plaatsgevonden.

### Handelingen
De op 14 september gehouden verkiezingen waren een belangrijke stap in de richting van het vredesakkoord. De (straf)maatregelen waarvan sprake in resolutie 1022 werden daarom meteen opgeheven. Alle partijen werden opgeroepen zich strikt aan het vredesakkoord te houden. In het andere geval zouden maatregelen overwogen worden. Ten slotte werd het comité dat in 1991 met
resolutie 724 was opgericht (om toe te zien op het wapenembargo) opgeheven.

## Verwante resoluties
- Resolutie 1066 Veiligheidsraad Verenigde Naties
- Resolutie 1069 Veiligheidsraad Verenigde Naties
- Resolutie 1079 Veiligheidsraad Verenigde Naties
- Resolutie 1082 Veiligheidsraad Verenigde Naties

Lijst ·  1036 ·  1037 ·  1038 ·  1039 ·  1040 ·  1041 ·  1042 ·  1043 ·  1044 ·  1045 ·  1046 ·  1047 ·  1048 ·  1049 ·  1050 ·  1051 ·  1052 ·  1053 ·  1054 ·  1055 ·  1056 ·  1057 ·  1058 ·  1059 ·  1060 ·  1061 ·  1062 ·  1063 ·  1064 ·  1065 ·  1066 ·  1067 ·  1068 ·  1069 ·  1070 ·  1071 ·  1072 ·  1073 ·  1074 ·  1075 ·  1076 ·  1077 ·  1078 ·  1079 ·  1080 ·  1081 ·  1082 ·  1083 ·  1084 ·  1085 ·  1086 ·  1087 ·  1088 ·  1089 ·  1090 ·  1091 ·  1092